# NGC 2022
NGC 2022 ist ein planetarischer Nebel im Sternbild Orion, welcher etwa 7500 Lichtjahre von der Erde entfernt ist. 
NGC 2022 wurde am 28. Dezember 1785 von dem deutsch-britischen Astronomen Friedrich Wilhelm Herschel entdeckt.